# ミッドナイト劇場〜てのひらドラマ
ミッドナイト劇場〜てのひらドラマ（ミッドナイトげきじょう〜てのひらドラマ）は、TOKYO FMが毎週月曜日 - 木曜日の夜1時55分から放送するラジオドラマ。

## 脚本
- 杉崎智介

## 出演者
- 杉崎智介
- 古郡ひろみ

## 番組主題歌
- 古郡ひろみ『もうすこしだけ…』

## ネット局
- TOKYO FM（制作局）
  - その他のJFN各局では、引き続きON THE PLANETを放送している[1]。